# Цзиньню
Цзиньню́ (кит. упр. 金牛, пиньинь Jīnniú) — район городского подчинения города субпровинциального значения Чэнду провинции Сычуань (КНР).

## Название
Название района в переводе означает «золотая корова». Легенда гласит, что когда царство Цинь решило захватить эти земли, то не смогло найти людей, которые бы знали проход через горы. Поэтому циньские полководцы пошли на хитрость: они изготовили каменную корову с пятью рогами, позолотили её сзади, и пустили слух, что это — волшебная корова, которая испражняется золотом. Правивший в этих местах князь, услышав про это, отправил людей, которые, привязав к каменной корове пять быков, перетащили её сквозь горы до Чэнду, тем самым указав путь вражеской армии.

## История
При империи Цинь эти места входили в состав уезда Чэнду (成都县). При империи Тан в 643 году из уезда Чэнду был выделен уезд Шу (蜀县), в 758 году переименованный в уезд Хуаян (华阳县). В 1950-х годах из уезда Хуаян был выделен Пригородный район (郊区) Чэнду. В 1960 году Пригородный район был переименован в район Цзиньню.

## Административное деление
Район Цзиньню делится на 15 уличных комитетов.